# Liaison fatale (série télévisée)
Liaison fatale (Fatal Attraction) est une mini-série américaine réalisée par Silver Tree, diffusée entre le 30 avril et le 28 mai 2023 sur Paramount+. En France elle est diffusée a partir du lundi 1er mai 2023 sur Paramount+. Au Québec, elle est diffusée sur Séries Plus à partir du vendredi, 5 janvier 2024. 
Il s'agit de l'adaptation du film Liaison fatale d'Adrian Lyne, sorti au cinéma en 1988.

## Synopsis
Une liaison passionnée prend une tournure volatile et dangereuse lorsqu'une femme refuse de permettre à son amant marié d'y mettre un terme.

## Distribution

### Acteurs principaux
- Lizzy Caplan (VF : Olivia Nicosia) : Alex Forrest
- Joshua Jackson (VF : Alexandre Gillet) : Dan Gallagher
- Amanda Peet (VF : Julie Dumas) : Beth Gallagher
- Alyssa Jirrels (VF : Zina Khakhoulia) : Ellen Gallagher
- Toby Huss (VF : Cyrille Monge) : Mike Gerard
- Reno Wilson (en)(VF : Marc-Antoine Frédéric)  : l'inspecteur Earl Booker
- Brian Goodman (en) (VF : Jean-François Aupied) : Arthur Tomlinson

### Acteurs secondaires
- Wanda De Jesus : Marcella Levya
- Doreen Calderon (VF : Christiane Ludot) : Maureen Walker
- Jessica Harper (VF : Colette Marie) : Sophie
- John Getz : Warren
- Toks Olagundoye (VF : Géraldine Asselin) : Conchita Lewis
- David Sullivan (en) (VF : Damien Ferrette) : Frank Gallardo
- Isabella Briggs : Stella
- Walter Perez : Jorge Perez
- Holley Fain (VF : Geraldine Kannamma) : Julia Tomlinson
- David Meunier : Richard Macksey
- Dee Wallace (VF : Colette Venhard) : Emma Rauch
- Gary Perez (en) : Rolando Cabral

 Source et légende : version française (VF) sur RS Doublage

## Production

### Développement
Le 26 octobre 2023, la série est annulée.

### Tournage
Le tournage a débuté à l'été 2022.

## Épisodes
1. Pilot / Pilote (VQ)
2. The Movie in Your Mind / Des films dans la tête (VQ)
3. The Watchful Heart
4. Beautiful Mosaics
5. Medial Woman
6. The Dillingers
7. Best Friends
8. Caregiving